# Voskresenske, Novotroiițke
Voskresenske (în ucraineană Воскресенське) este un sat în comuna Cikalove din raionul Novotroiițke, regiunea Herson, Ucraina.

## Demografie
Componența lingvistică a localității Voskresenske
     Ucraineană (91,32%)
     Rusă (7,36%)
     Alte limbi (0,76%)
Conform recensământului din 2001, majoritatea populației localității Voskresenske era vorbitoare de ucraineană (91,32%), existând în minoritate și vorbitori de rusă (7,36%).